# Pulchrenicodes univittatus
Pulchrenicodes univittatus là một loài bọ cánh cứng trong họ Cerambycidae.